# Амиршоев, Сафар
Сафа́р Амиршо́ев (Амершаев, Амиршаев) (15 декабря 1912 — 16 июля 1944) — участник Великой Отечественной войны, командир орудия 213-го гвардейского гаубичного артиллерийского полка 8-й гвардейской гаубичной артиллерийской бригады 3-й гвардейской артиллерийской дивизии прорыва, 5-го артиллерийского корпуса прорыва 5-й армии 3-го Белорусского фронта. Герой Советского Союза (25.09.1944; посмертно), гвардии старший сержант.

## Биография
Родился в декабре 1912 года в кишлаке Заргар (ныне Ховалингский район, Хатлонская область, Таджикистан) в крестьянской семье. По национальности таджик. Член ВКП(б)/КПСС с 1943 года. Получил неполное среднее образование.
С 1935 года по 1937 год проходил срочную службу в Красной Армии. Затем работал инспектором райфинотдела, заведующим магазином.
В июне 1941 года вновь призван в Красную Армию и направлен на фронт. Командир орудия 213-го гвардейского гаубичного артиллерийского полка гвардии старший сержант Сафар Амиршоев особо отличился 16 июня 1944 года северо-западнее пгт (ныне город) Жежмаряй (Кайшядорский район, Литовской ССР). Во время боя с прорвавшимися танками противника, он первым развернул гаубицу и подбил головной танк. В ходе ожесточённого боя были ранены все бойцы расчёта. Сам он получил два ранения, но смог подбить ещё два танка и погиб.
Указом Президиума Верховного Совета СССР от 25 сентября 1944 года
за образцовое выполнение боевых заданий Командования на фронте борьбы с немецкими захватчиками и проявленные при этом отвагу и геройство

гвардии старшему сержанту Амиршоеву Сафару посмертно присвоено звание Героя Советского Союза.

## Награды
- Медаль «Золотая Звезда» Героя Советского Союза
- Орден Ленина
- Медали

## Память
- Похоронен в братской могиле в Жежмаряе.
- На родине установлен бюст Героя.
- Его имя было присвоено джамоату[6], средней школе и пионерским отрядам.
- Имя Сафара Амиршоева носят улицы в Душанбе[7], Кулябе, Дахане[8], Жежмаряе.